# Famille Walckenaer
La famille Walckenaer est une famille subsistante de la noblesse française, dont l'auteur, Charles Athanase Walckenaer (1771-1852), fut titré baron héréditaire par lettres patentes du 21 octobre 1823,,, sous le règne du roi Louis XVIII. Elle compte notamment parmi ses membres des polytechniciens et des hauts fonctionnaires.

## Histoire

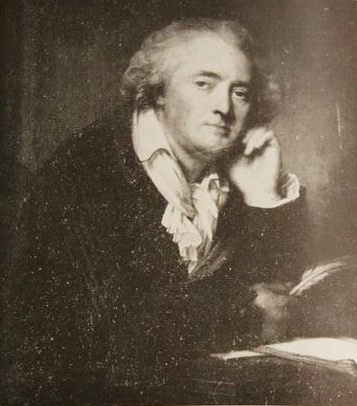
Duclos-Dufresnoy

La famille Walckenaer est issue de Charles Athanase Walckenaer, né le 25 décembre 1771 à Paris, fils naturel du notaire parisien Charles-Nicolas Duclos du Fresnoy ou  (Duclos-Dufresnoy) natif de Montcornet dans l'Aisne (1733-1794). Celui-ci fut conseiller du roi, notaire royal au Châtelet de Paris de 1763 à 1791. Il avait été député suppléant du Tiers état aux États généraux de 1789. Il mourut guillotiné en 1794. Il avait épousé Anne-Louise-Charlotte Pajot de Villeperrot (1732-1778) .
Charles-Athanase fut baptisé à Paris sous le nom adoptif de Walckenaer: ses parents adoptifs, Jacob Charles Nicolas Walckenaer (1715-1797) et son épouse, Clara Van der Bell (1726-1814), collectionneurs de tableaux et d'estampes mis en vente publique, signent un acte d'adoption à l'étude notariale Duclos Dufresnoy.
La famille Walckenaer était cliente de l'Étude Duclos-Dufresnoy située en l'Hôtel Desmarets, 18 rue Vivienne à Paris (2e arrondissement).
Celle famille a été admise à l'ANF en 1996.

## Filiation
- Charles Athanase Walckenaer (1771-1852), polytechnicien (en 1794), secrétaire général de la préfecture de la Seine (1816), maire du Ve arrondissement de Paris (1816), préfet du département de la Seine, puis de la Seine-inférieure, puis de la Nièvre, puis de l'Aisne, il est révoqué en 1830. Il est secrétaire perpétuel de l'Académie des inscriptions et belles-lettres de 1813 à 1816, conservateur des Cartes et Plans de la Bibliothèque Nationale (1831 à 1852). Officier de la Légion d'honneur, il est titré baron héréditaire par lettres patentes du 21 octobre 1823[1]. Il acquit l'abbaye du Paraclet, dans l'Aube, fondée par Abélard et Héloïse au XIIe siècle[9]. Marié avec Joséphine Marcotte (1776-1849), secrétaire générale et animatrice de l'Association de charité de Saint-Vincent-de-Paul. Elle est citée comme «  une grande dame de la charité : les sœurs de la rue de Rocroy -Paris-10°- vénéraient fidèlement sa mémoire et conservaient la lithographie de son portrait, réalisé en 1825 par le peintre Ingres,  dans la salle de Communauté... »[10].  
  - Charles Athanase Marie, baron Walckenaer (1796-1888) (fils des précédents), secrétaire général du département de la Loire (1820), puis de la Loire-Inférieure 1822), sous-préfet de Nogent-sur-Seine (1827-1832). Marié à Albertine Demarest.
    - Charles Guillaume Marie, baron Walckenaer (1828-1908) (fils du précédent), chef de cabinet du ministre de l'Intérieur du gouvernement Émile Ollivier sous le Second Empire, conseiller général de l'Aude, sous-préfet de Lisieux (1864-1870). Marié à Léonie Desportes.
      - Charles Marie Walckenaer (1858-1941) (fils du précédent), major de l'école Polytechnique (1877), ingénieur, inspecteur général des mines, commandeur de la Légion d'honneur. Marié à Charlotte Joséphine Jeanne Labrosse-Luuyt.
        - Charles Marie Clément Walckenaer (1886-1914) (fils du précédent), saint-cyrien (promotion Le Centenaire (1906-1909)), lieutenant au 18e régiment de dragons. Mort pour la France le 6 octobre 1914, à la bataille de Foncquevillers, Pas-de-Calais. Sans alliance.
        - François Marie André Athanase, baron Walckenaer (1889-1981) (frère du précédent), polytechnicien (1908), ingénieur des Mines, directeur général des usines Schneider, président de la Société Normande de Métallurgie, officier de la Légion d'honneur. Marié en 1919 à Marie Chabert, dont nombreuse postérité, parmi laquelle :
          - Charles Walckenaer (1921-2014), propriétaire exploitant au Paraclet, à Ferreux-Quincey (Aube), marié le 6 décembre 1945, à Paris 7e, avec Alyette Marie Louise de Seroux (1923-1976)
          - Gabriel Walckenaer (1922-1977), polytechnicien (1942), président de sociétés industrielles. marié à Marie Jeuffrain.

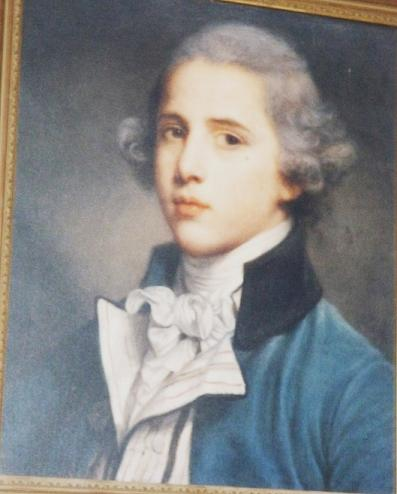
Charles Athanase Walckenaer (1771-1852) par Jean-Baptiste Greuze
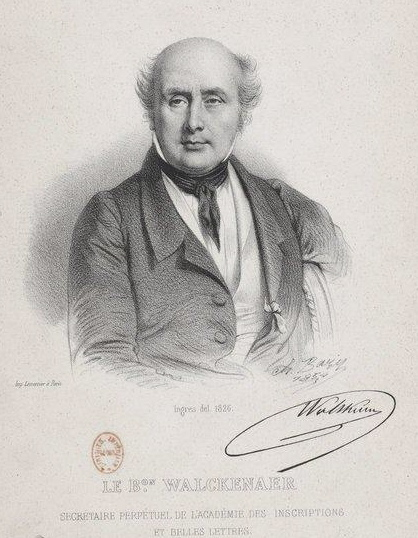
Charles Athanase Walckenaer (1771-1852), plus âgé
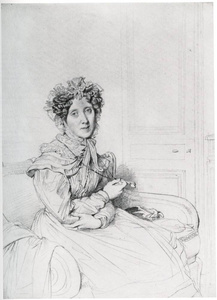
Portrait de la baronne Walckenaer (1776-1849) par Ingres.
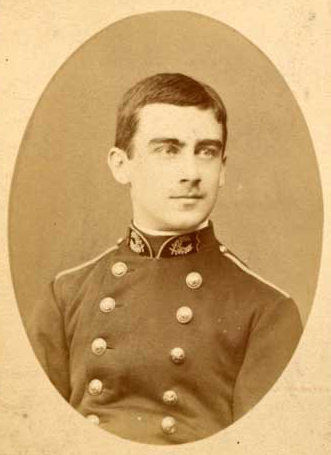
Charles Marie Walckenaer (1858-1941)

## Armes
Les armes de la famille se blasonnent ainsi Coupé : au 1, d'azur au globe terrestre d'argent ; au 2, de gueules au vaisseau d'argent voguant à senestre sur une mer de sinople.

## Alliances
Les principales alliances de la famille Walckenaer : Artur, Brac de La Perrière, Besseyre des Horts, Chabert (1919), de Chazettes de Bargues, de Dalmassy, Davout d'Auerstaedt, Demarest, Desportes, Gailly de Taurines, de Gelis, Jeuffrain, Labrosse-Luuyt, de La Londe, de La Villéon, Le Caruyer de Lainsecq, Le Cour Grandmaison, Lot, Marcille, Marcotte, de Maublanc de Boisboucher, Miche de Mailleray Pellé, Pellerin, Pougin de La Maisonneuve, Pons, de Saint-Exupéry, Regnault de Savigny de Moncorps, de Seroux (1945), de Tinguy du Pouët.